# Nebulosa Clessidra
La Nebulosa Clessidra (nota anche come MyCn 18) è una nebulosa planetaria nella costellazione della Mosca.
Si tratta di una nebulosa molto giovane situata alla distanza di 8000 anni luce dalla Terra; all'epoca della scoperta, avvenuta ad opera di due scienziate statunitensi, fu catalogata come una piccola e debole nebulosa planetaria. Con l'avvento di telescopi di sempre maggior potenza si è potuta analizzare la sua morfologia, la quale si è rivelata essere di una forma perfettamente simmetrica; si pensa che questa curiosa forma sia dovuta all'espansione del veloce vento solare all'interno di una nube che si espande più lentamente e che si presenta più densa nella sua zona equatoriale, mentre nella zona polare, più rarefatta, è stata spazzata via più velocemente.
I vividi colori dei gas espulsi dalla nebulosa derivano dai diversi gusci di materiale espulsi dalla stella morente; i materiali individuati sono elio, azoto, ossigeno e carbonio.

## Scoperta
La nebulosa è stata scoperta da Annie Jump Cannon e Margaret W. Mayall durante le osservazioni compiute tra il 1918 e il 1924 per estendere il catalogo Henry Draper. La designazione alternativa MyCn 18 è l'abbreviazione del nome delle due scopritrici Mayall (My) e Cannon (Cn), che nel 1940 pubblicarono un loro catalogo astronomico dal titolo New Peculiar Spectra nel Harvard College Observatory Bulletin, no. 913. Nel 1951 la Mayall estese a 139 oggetti il suo catalogo designando gli oggetti con My: e pubblicandolo sul Harvard College Observatory Bulletin, no. 920.
Con la strumentazione disponibile all'epoca della scoperta, la nebulosa appariva piccola e di scarsa luminosità. Si dovettero attendere gli sviluppi nella potenza dei telescopi e delle tecniche di imaging per individuare la particolare forma a clessidra della nebulosa nelle immagini riprese da Romano Coradi e Hugo Schwarz tra il 1991 e il 1992 presso l'European Southern Observatory. La nebulosa Clessidra è stata poi ripresa dalla Wide Field and Planetary Camera 2 del telescopio spaziale Hubble.
Un'altra e meno famosa nebulosa chiamata anch'essa Nebulosa Clessidra, è situata nella Nebulosa Laguna.

## Curiosità
- Un'immagine modificata della Nebulosa Clessidra, presa dal Telescopio Spaziale Hubble, è stata usata dalla rock band statunitense Pearl Jam come copertina del loro album Binaural del 2000.